# 丹尼爾阿洛米亞斯羅布萊斯區
9°11′18″S 75°57′18″W / 9.1884°S 75.9549°W
丹尼爾阿洛米亞斯羅布萊斯區（西班牙語：Distrito de Daniel Alomía Robles），是秘魯的一個區，位於該國中部瓦努科大區的萊昂西奧帕拉多省，始建於1952年5月27日，面積710.91平方公里，海拔高度650米，2023年人口7965，人口密度每平方公里8.64人。